# اقاقیا ۸۶۵۲
سیارک ۸۶۵۲ (به انگلیسی: 8652 Acacia، نامگذاری:1990EA5) هشت هزار و ششصد و پنجاه و دومین سیارک کشف شده‌است که در ۲ مارس ۱۹۹۰ کشف شد.
قدر مطلق سیارک برابر ۱۴٫۰۰ است.